# Piet Kok
Pieter Herman Gerrit Cornelis (Piet) Kok (Utrecht, 9 november 1919 – Deventer, 13 mei 1981) was een Nederlands Evangelisch-Luthers predikant en glazenier.

## Leven en werk

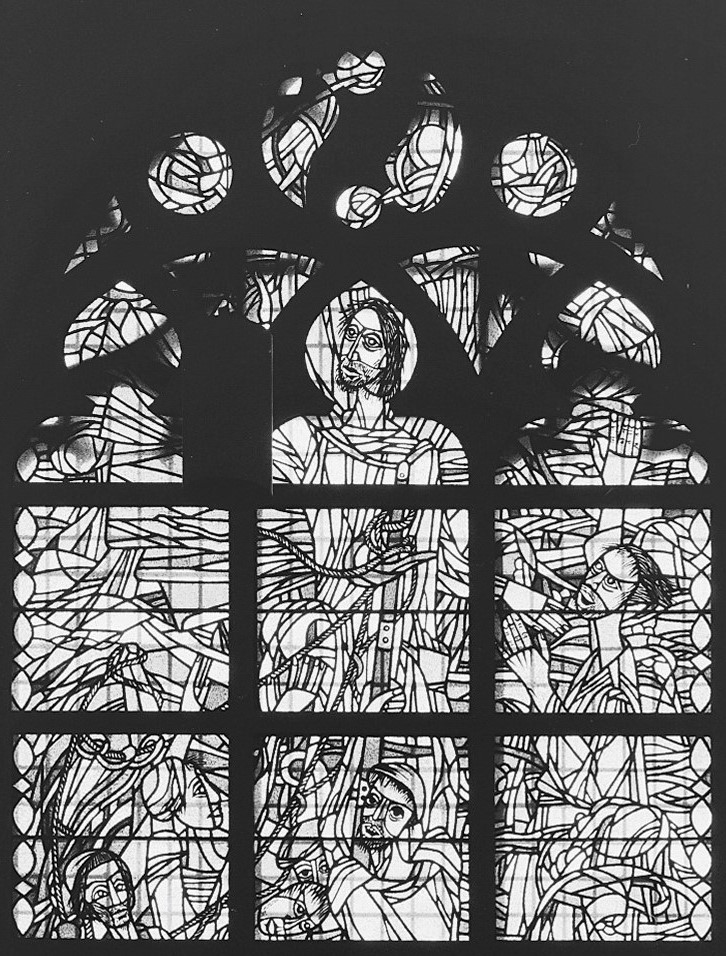
Werk van Kok in de Nicolaïkerk in Utrecht

Kok studeerde theologie in Amsterdam (1939-1943) en werd Evangelisch-Luthers hulppredikant in Utrecht en Leeuwarden. In Utrecht volgde hij lessen bij de schilder Willem van Leusden. Na de oorlog studeerde hij aan de afdeling monumentale kunsten van de Amsterdamse Rijksacademie (1945-1950) als leerling van Gé Röling en Heinrich Campendonk. Hij trouwde in 1947 met zijn medestudent Dirkje Alberta (Dirkje) Meulenbroek. Kok werd in 1950 beroepen in Weesp. Hij deed in 1965 doctoraalexamen in Utrecht en was van 1968 tot 1975 president van de Lutherse synode.
Kok maakte vanaf 1948 meer dan tachtig ramen, uitgevoerd met glas in lood, glas in beton, glas-appliqué en gezandstraald glas. Hij ontwierp de ramen, maakte zelf de kartons en verzorgde het schilderwerk. De ramen werden uitgevoerd in het atelier van Willem Bogtman in Haarlem en later in Tilburg bij atelier Brabant. Kok maakte figuratieve ramen voor kerken, scholen, bedrijven en particulieren, vaak met een religieus thema (Bijbelse taferelen en christelijke symbolen). Hij maakte twee gedenkramen, één in de Nicolaïkerk in Utrecht voor de verzetsstrijder Johan Brouwer (1956) en één in Austin Friars in Londen voor koningin Wilhelmina (1966). Zijn echtgenote schilderde het portret van de koningin, zij voltooide ook zijn laatste ramen voor de Lutherse kerk in Weesp. Naast ramen maakte Kok onder meer muurschilderingen, mozaïeken en draadplastieken. Hij was lid van de Vereniging van Beoefenaars der Monumentale Kunsten en nam in 1956 deel aan de verenigingstentoonstelling Opdracht in het Stedelijk Museum Amsterdam.
Kok overleed in 1981, op 61-jarige leeftijd.

## Werken (selectie)
- ramen (1949) voor de Lutherse kerk in Culemborg
- tien ramen (1950-1966) voor de Lutherse kerk in Wildervank
- gedenkraam Johan Brouwer (1956) in de Nicolaïkerk in Utrecht
- glas (1958) voor de Duinzichtkerk in Den Haag
- ramen (1965) voor de Lutherse kerk in Enkhuizen
- drie ramen voor basisschool De Meerpaal in Naarden [4]
- Koningin Wilhelminaraam (1966) voor Austin Friars in Londen
- ramen (1969) voor het Maarten Lutherhuis in Amsterdam (overgebracht naar de Augustanakerk)
- drie ramen (1971-1978) in het koor van de Grote of Laurentiuskerk in Varsseveld
- ramen (1973-1979) voor de Lutherse kerk in Arnhem
- mozaïek van de Goede Herder (1976) voor het Luthers Weeshuis aan de Weteringschans (in 1986 overgebracht naar de Augustanakerk)
- vier ramen (1976-1978) in de noordwand van het schip van de Nederlands Hervormde kerk in Heelsum
- ramen (1981) voor de Lutherse kerk in Weesp
- raam voor de Goede Herderkerk in Hoogeveen

## Afbeeldingen

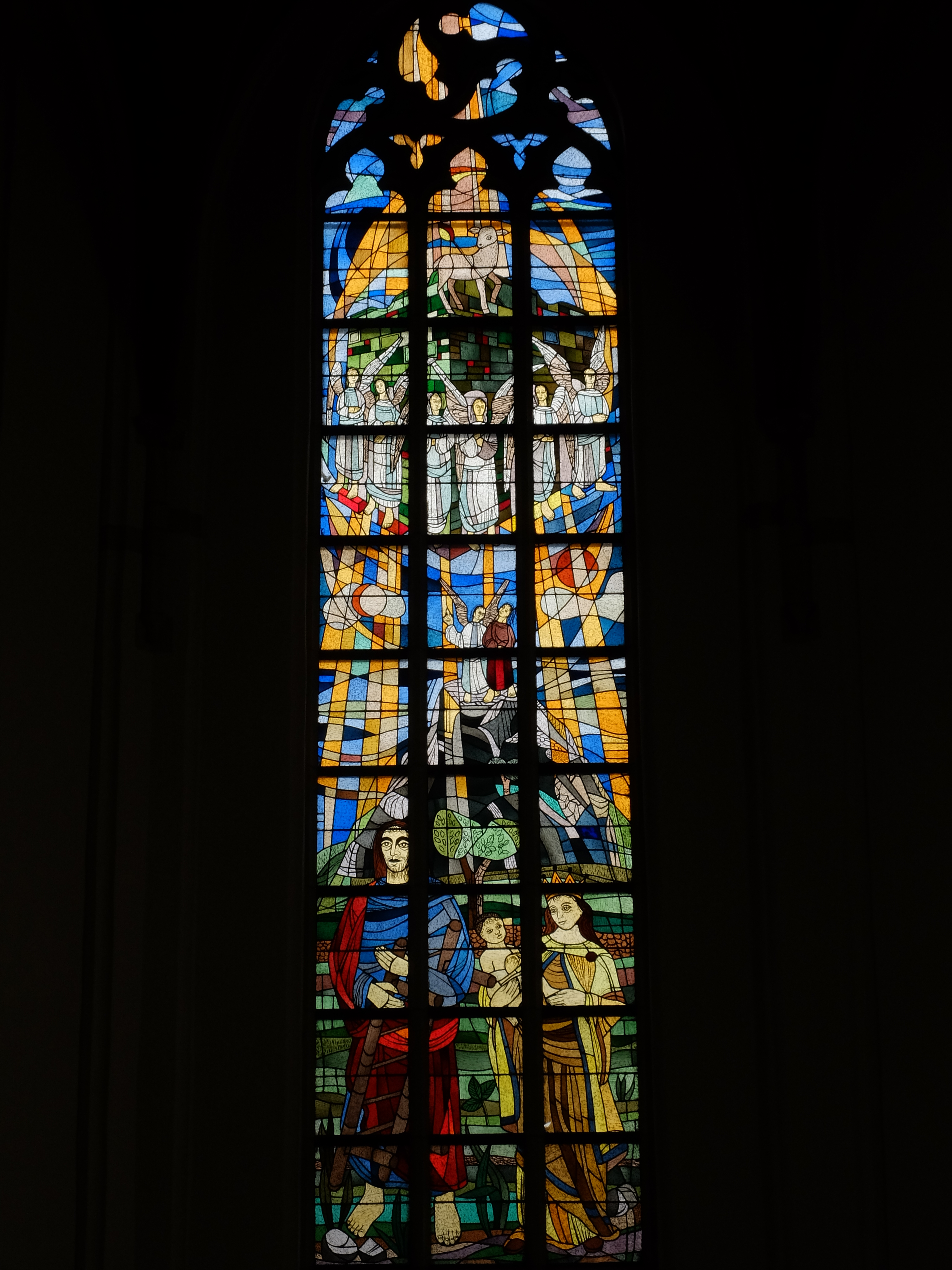
Laurentiuskerk Varsseveld
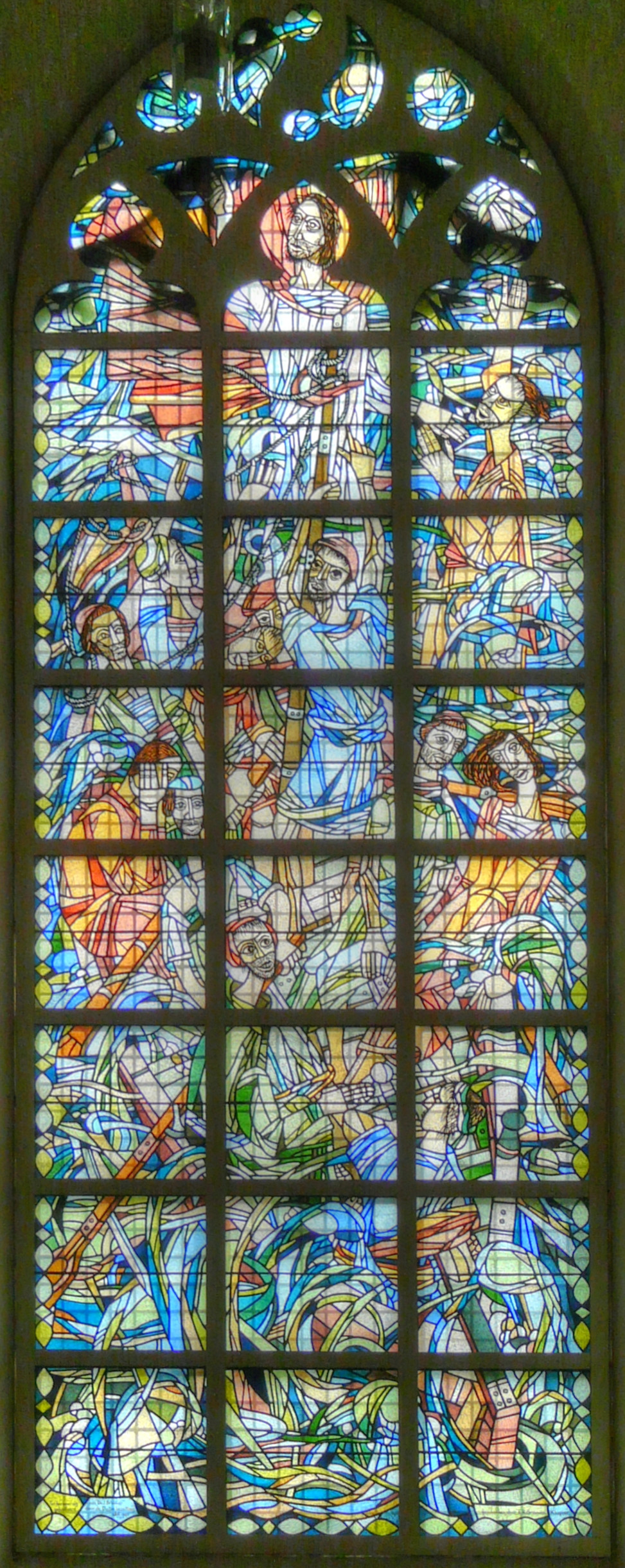
Nicolaïkerk, Utrecht
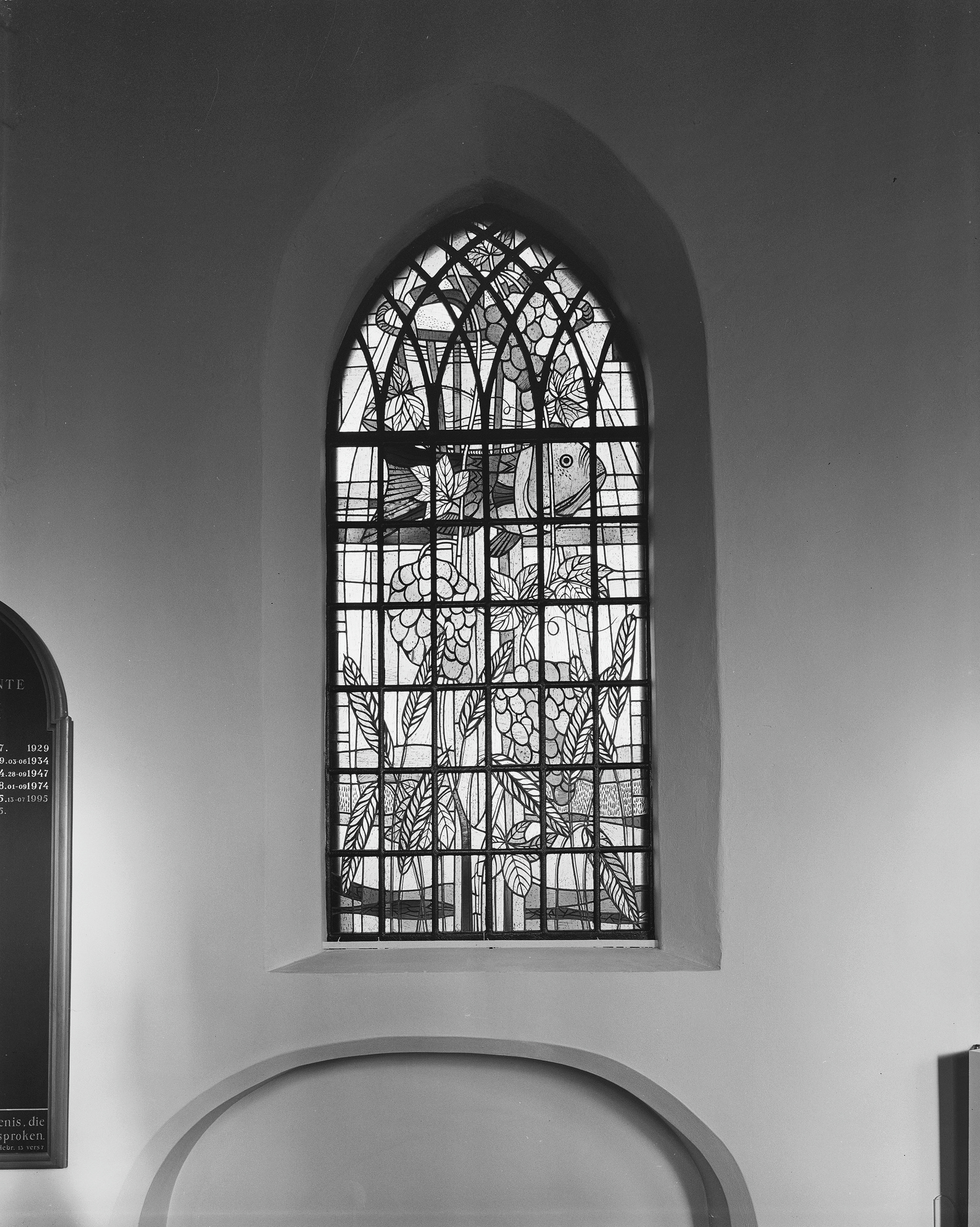
Nederlands Hervormde kerk, Heelsum